# Nadine Ribault
 (janvier 2010).
Si vous disposez d'ouvrages ou d'articles de référence ou si vous connaissez des sites web de qualité traitant du thème abordé ici, merci de compléter l'article en donnant les références utiles à sa vérifiabilité et en les liant à la section « Notes et références ».
Pour les articles homonymes, voir Ribault.
Œuvres principales
- Un caillou à la mer (1999)
- Festina lente (2000)
- Cœur anxieux (2004)
- Le Vent et la lumière (2006)
- Les Sanctuaires de l'abîme - Chronique du désastre de Fukushima (2012)
- Carnets des Cévennes (2012)
- Carnets des Cornouailles (2012)
- Carnets de Kyôto (2013)
- Matière première (2014)
- Carnets de la Côte d'Opale (2016)
- Carnets de la Mer d'Okhotsk (2018)
- Les Ardents (2019)
- Friedrich, le naufrage du monde (2022)

Nadine Ribault, née à Paris le 20 janvier 1964, morte à Condette, sur la Côte d'Opale, le 15 janvier 2021, est une écrivaine française.

## Biographie
Le père de Nadine Ribault naît sur l’île de La Réunion en 1935, dans une famille de 9 enfants, sur une plantation de canne à sucre. Sa mère naît la même année en Charente-Maritime, d’une famille paysanne et ouvrière. Ses parents se rencontrent à Paris, où son père est soudeur, et quittent la France pour la Côte d’Ivoire, où Nadine Ribault passe ses premières années d’enfance.
Après plusieurs années en région parisienne, en Écosse, aux Pays-Bas, la famille s’installe à Metz, où Nadine Ribault commence des études de lettres qu’elle poursuit à Paris tout en ayant, quatre années durant, à lutter contre la maladie. Elle quitte l'université. Elle enseigne en France puis au Japon et décide, en 1995, d’arrêter ce travail. Elle vend les livres qu’elle a acquis durant ses études et ses quelques années d’enseignement, continue de s’adonner à la calligraphie et se reconstitue, peu à peu et selon ses choix, une bibliothèque.
Retirée dans la forêt, au pied des Alpes japonaises, elle écrit son premier recueil de nouvelles, Un caillou à la mer, découvre les écrits japonais, indiens (Krishnamurti, la Bhagavad-Gîtâ), russes (Tchekhov, Anna Akhmatova), antiques (Lucrèce, Ovide, Sophocle), allemands (Nietzsche, Novalis, Hölderlin) et revient toujours à la lecture des romantiques et des surréalistes.
Ses voyages la mènent en Chine, en Nouvelle-Zélande, dans différents pays européens. La France n’est parfois qu’un pays de passage et le voyage, suivant ce principe de Germaine Tillion, lui laisse penser qu’on peut s’essayer à voir de loin pour mieux voir de près.

Nadine Ribault vit près de la mer du Nord, sur la côte d'Opale, où selon elle, « à la folle intensité du paysage, correspond la folle intensité des sentiments » et où « le paysage donne le la. » Elle affirme encore à son égard qu'elle est 

« une insoumise, une magicienne, une charmeuse inhabituelle qui captive par la surprise et l’ampleur de ses regards verts. C’est l’univers des grands oiseaux marins. Des pinèdes du mont Saint-Frieux aux falaises du cap d’Alprech, des longues plages du Touquet aux dents blanches du cap Blanc-Nez, elle ouvre sur un ailleurs où les jours sont, souvent, étonnamment beaux. Comme chez Victor Hugo, l’esprit peut y être un oiseau qui vole un instant pour échapper à ce monde révoltant. »

En octobre 2002, après la parution de son recueil de nouvelles Un caillou à la mer (1999) et du roman Festine Lente (2000), elle fait une rencontre décisive pour elle et son œuvre, celle de l'écrivain néo-zélandaise Janet Frame, chez elle, à Dunedin : 

« Nous sommes revenues dans la maison et elle m’a demandé ce que j’écrivais. C’était un mauvais passage à ce moment-là. Depuis de longues semaines, je me sentais découragée, incapable, m’accusant de vouloir faire ce que je ne savais pas faire. Je n’accédais pas. En moi deux bêtes luttaient, féroces et agressives, et j’avais hâte que l’une des deux l’emporte. Elle a balayé ça d’un geste. — Tous les écrivains ont des difficultés pour écrire. Il y a toujours des moments de détresse. Elle a baissé les yeux. Sans être triste, effondrée, ni tenir des propos désespérés, elle était néanmoins douloureusement enfoncée dans sa solitude et je sentais dans ses silences s’agiter sa tragique pensée. Sa simplicité était un au-delà pour moi. Et j’avais tant besoin d’un au-delà que c’était certainement là ce qui m’avait menée chez elle. Peut-être l’avait-elle senti, je l’ignore, mais je suis certaine qu’elle était sensitive et savait que pour beaucoup, un écrivain n’était guère plus qu’une créature sur le dos de laquelle empiler les rumeurs telle une charge allant s’alourdissant d’année en année, invérifiées, de plus en plus fausses, en contradiction totale avec l’œuvre. Soudain elle a dit… — Keep on writing. Écrire encore. »

Nadine Ribault écrit encore au sujet de Janet Frame, lors de leur rencontre : « Elle m'a tendu des livres. Elle m'a avancé des gestes et des mots pour créer le lien et rompre provisoirement cette solitude. Elle m'a offert The Lagoon et Intensive Care. C'est en touchant les livres que nous nous sommes touchées. »
À la mort de Janet Frame, avec qui elle a en partage l'indispensable nécessité d'écrire, elle lui rend hommage : « Ce 29 janvier 2004, chère Janet Frame, après une vie difficile où la lumière est venue essentiellement (je ne crois pas me tromper en affirmant que dans votre vie il n’y a guère eu de place pour autre chose) de l’écriture, vous avez rejoint ce souffle glacé dont vous me parliez. Vous avez approché ce que vous vous défendiez d’aller voir – l’invisible mystère de l’existence. Je veux me souvenir de ceci : le jour de cette visite que vous avez accepté que je vous rende, plus d’une fois vous avez souri (sourires pleins de joie, regards gorgés de lumière), me confirmant dans l’idée que, quels que soient drames et tourments, la vie est la plus fascinante chose que nous avons à interroger. »
Le recueil de nouvelles Cœur anxieux, que Nadine Ribault fait paraître en 2004, s'inscrit dans les paysages de la Nouvelle-Zélande, et en 2006, elle et Jean Anderson donnent à lire la traduction française inédite du premier livre de Janet Frame, The Lagoon, un recueil de nouvelles paru en 1951, alors qu’elle est internée en hôpital psychiatrique après avoir été diagnostiquée à tort schizophrène. Pour Nadine Ribault, « dans le réel insupportable, un objet focalise l'attention. C'est une intention de survivre. L'œuvre de Frame est un cri de vie. Sa seule propriété désirable, c'est l'écriture. »

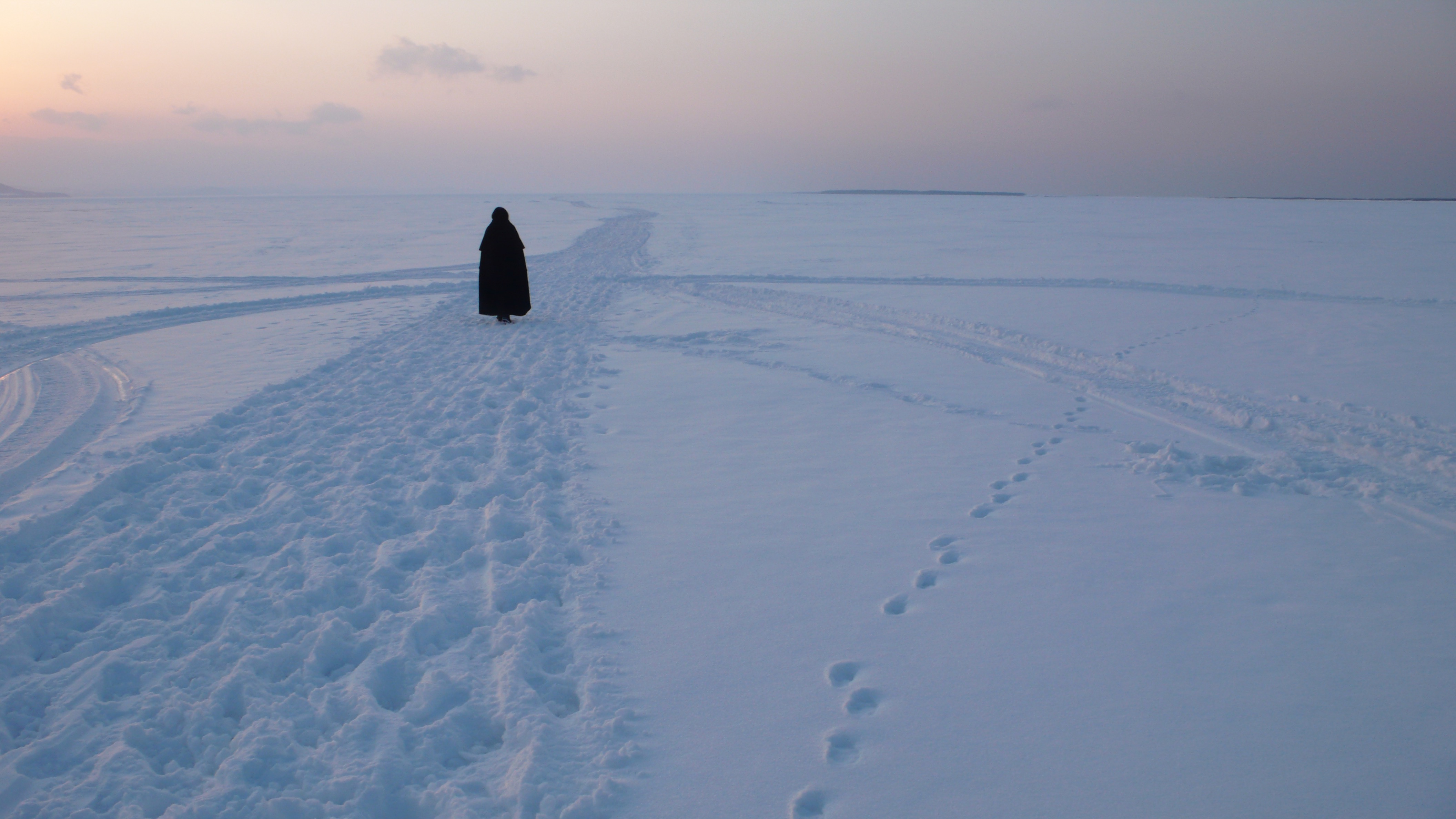
Nadine Ribault sur le lac Saroma, mer d'Okhotsk, Hokkaidô, Japon, février 2012.

En 2012, Nadine Ribault publie ses Carnets des Cévennes et Carnets des Cornouailles, aux éditions Le mot et le reste. Ces livres inaugurent une série qu’elle appelle « Points d’appui ». N’y est pas tenu le détail d’un voyage, qui en ferait des carnets dits « de voyage », mais celui d’un rapport à un certain monde en voie avancée de disparition. C’est ce dernier qui, constituant le point d’appui, permet de se remettre du vertige éprouvé dans l’acte d’écriture d’un roman.
Toujours en 2012, elle publie, en collaboration avec son mari Thierry Ribault, Les Sanctuaires de l'abîme - Chronique du désastre de Fukushima aux Éditions de l'Encyclopédie des Nuisances, ouvrage qui traite de la catastrophe de Fukushima. Nadine Ribault était présente au Japon, où elle a fait depuis trente ans de nombreux séjours,, et y ayant passé quatorze années de sa vie. Nadine et Thierry Ribault dénoncent notamment dans cet ouvrage le « négationnisme nucléaire » qui renvoie à « la négation, par de multiples procédés, de la réalité des conséquences du rayonnement sur la santé des populations, en dépit des preuves attestées d'existence de tels effets sur les différentes formes de vie. »
Quelques années plus tard, Nadine Ribault écrira comment elle a « vu à l’œuvre la destruction, le drame, la peur et la meute de dominateurs qui, détenteurs de pouvoirs, sommés de protéger les populations, les avaient exposées au danger de mort le plus grand qui se pût concevoir. Les choses, pour moi, restaient aussi inachevées que le désastre lui-même, mais ne pouvaient continuer de la même manière. La patte qui venait de me balafrer la cervelle à coups de griffes me semblait douteuse. On avait ressorti de vieilles théories religieuses : après avoir perdu et souffert, l’homme ne pouvait que reconstruire mieux et plus grand. C’est ce que certains appellent, travestissant les choses pour mieux attraper les mouches, la résilience. La vague de refus qu’avaient levé en moi cet événement, la sidération qui avait suivi et ce retour de bâton d’une forme de pensée dangereuse ne s’effaçaient pas et je dirai même que, à mesure que l’événement s’éloignait, la vague grossissait et je me retrouvais dans le même état que celui dans lequel j’étais, jeune fille, quand je découvris la terreur des deux guerres, l’extermination des hommes par les hommes en des summums de violence inouïs et l’absolu champ de ruines que fût Hiroshima, état qui ne trouva de résolution que dans les livres, un en particulier, Les Chants de Maldoror. »

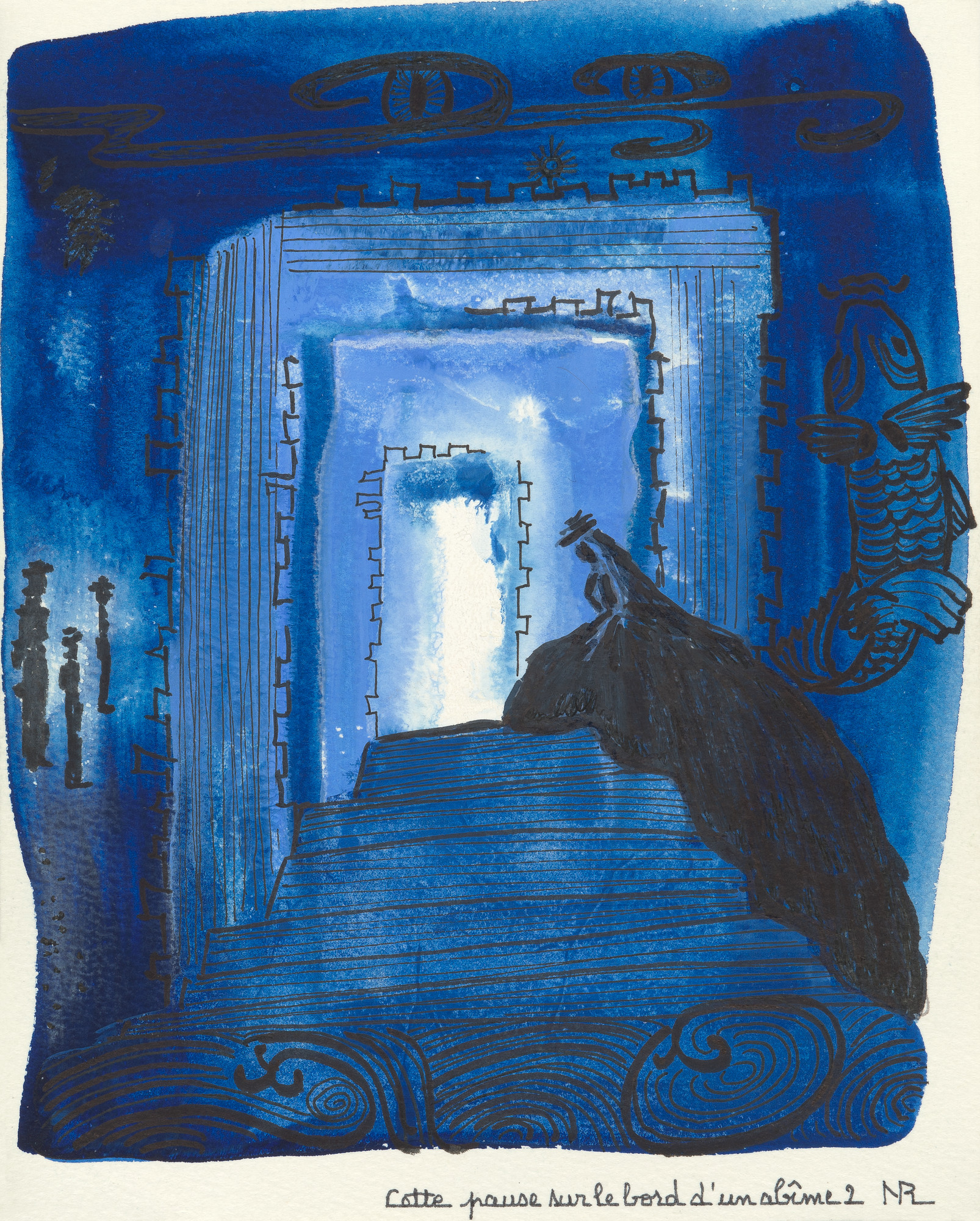
Dessin extrait de Une semaine dans la vie d’Immalie, ouvrage fait main, accompagné de 31 dessins de N. Ribault, Nao Paper, 2012.

La même année, elle réalise Une semaine dans la vie d’Imalie, inspiré du roman gothique irlandais Melmoth de Charles Robert Maturin, un coffret graphique composé de 7 cahiers, contenant 43 dessins rehaussés à l’encre de couleur sur papier japon.
En 2013, 2016 et 2018 paraissent, aux éditions Le mot et le reste, les tomes 3, 4 et 5 des « Points d'appui », Carnets de Kyôto, Carnets de la Côte d'Opale et Carnets de la Mer d'Okhotsk. Elle écrit dans ces derniers, face au monde blanc des rivages du nord du Japon de 2016 à 2018, elle publie plusieurs recueils de poèmes.
En 2018, elle est co-commissaire de l'exposition « Valentine Hugo, le carnaval des ombres », qui se tient à la bibliothèque des Annonciades à Boulogne-sur-Mer du 17 mars au 9 juin 2018. Elle dirige l'ouvrage du même titre, publié par les éditions Invenit à l'occasion de l'exposition, premier ouvrage en couleurs réalisé sur l'artiste. Nadine Ribault y défend l'idée que Valentine Hugo, proche des surréalistes, était une artiste ardente et puissante et l'une des grandes amoureuses absolue d'André Breton qu'elle aima passionnément.

### Les Ardents, 2019
- Si vous ne connaissez pas le sujet, laissez ce bandeau (vous pouvez alors contacter les auteurs).
- Si vous supprimez le contenu mis en cause (vous pouvez préalablement contacter les auteurs),

argumentez précisément cette suppression dans la page de discussion
(un manque de référence n'est pas un argument ; une recherche réelle de référence doit avoir été effectuée, être formellement documentée).
Dans son dernier roman, Les Ardents, paru en 2019 aux éditions Le mot et le reste, Nadine Ribault réalise sans conteste une prouesse littéraire comme il nous est peu donné d’en lire à son époque. Sur la forme, l’auteur mobilise un vocabulaire d’une grande richesse au service d’un style vertigineux. Sur le fond, les protagonistes des Ardents évoluent dans un Moyen Âge loin d’une reproduction historique exotique, même si l’auteur parvient à restituer les mœurs, les institutions et les coutumes de ses protagonistes. Ils sont traversés par un désir d’absolu qui les mène au meilleur comme au pire. Il y a en effet chez les personnages de ce roman épique aux innombrables visions saisissantes de précision, un goût prononcé de la destruction qui n’est pas sans rappeler Les Nibelungen, le film de Fritz Lang. Revisitant une légende flamande du XIe siècle, l’écrivain met en scène une cruelle féerie où rivalisent soif du pouvoir et progression inexorable du mal des ardents, cette maladie provoquée par un champignon qui parasite le seigle, source d’atroces brûlures et de gangrène. S’il fallait se référer à une expérience littéraire d’une ampleur équivalente à celle des Ardents c’est au roman Le Dernier Homme de Mary Shelley, plus connue pour son Frankenstein, que l’on pense tout au long de ce roman fougueux, notamment lorsque l’auteur peint le tableau apocalyptique de l’expansion sans limite de l’épidémie : la peste chez Mary Shelley, l’ergotisme chez Nadine Ribault. Les Ardents est un conte philosophique dramatique d’une criante actualité, emprunt de merveilleux, pleinement dédié au feu : le feu de la maladie et du pouvoir tout autant que celui du désir.
Certains parlent d'« un roman flamboyant […] dont il est difficile de dire tous les bonheurs d'écriture, toutes les images qui condensent la pensée et les émotions, les représentent dans leurs hésitations, et dans leur jaillissement : quand, après mille précautions, on brûle ses vaisseaux. Ces personnages songeurs, perdus en eux-mêmes, irrésolus ou colériques, consumés de l'intérieur, nous ressemblent par leurs questionnements. Et tant mieux, parce qu'ils sont magnifiques. » D'autres évoquent comment « dans une langue magnifique qui exalte les mystères de la nature, Nadine Ribault peint une société cruelle rongée par l’inquiétude et la peur de l’autre. Un conte médiéval incandescent », parlent d'un « roman tissé d’enfer et de lumière, [qui] conjugue le monstrueux et le féérique, brasse les gerbes d’émotions sensuelles comme les bourrasques d’épouvante », ou considèrent encore que « Nadine Ribault invente dans Les Ardents un rapport sensuel, réfléchi, comme condensé, à une langue d’une très grande élégance, d’une immense force pour saisir les enchantements de la nature et d’une grande ferveur pour dire les brûlures du désir. » D'autres encore voient dans Les Ardents, « un conte cruel dont le style semble emporté par le rythme des sarabandes hallucinatoires qu'il met en scène pour défier la mort. »
À la remarque qui lui est faite au cours d'un entretien selon laquelle, « depuis le titre Les Ardents jusqu’à la toute dernière phrase, le feu s’impose comme l’élément dominant du livre », elle répond : « Pas de vie sans ardeur, à mes yeux. Vivre et chercher l’ardeur de la vie, c’est une unique et même chose. L’amour ardent se nourrit du grand refus de ce monde tel qu’il est. Ce n’est pas une fuite. C’est un face-à-face avec soi-même, en même temps qu’un instrument de résistance. Basculer dans ce qu’il y a de plus grand, au risque de s’y abîmer, comme le font Abrielle et Bruny dans Les Ardents, c’est l’action suprême à laquelle vise toujours un amour digne de ce nom. »

### Fin de vie
Le 10 décembre 2020, Nadine Ribault met le point final à son manuscrit intitulé Friedrich, le naufrage du monde. Dans cette étude concise et puissante sur la célèbre, mais, selon elle, incomprise, toile du peintre romantique allemand Caspar David Friedrich, La Mer de glace (Das Eismeer), elle identifie les liens que cette peinture entretient avec l’expression d’une conscience précoce et d’une dénonciation de la volonté humaine de dominer la nature. Il s’agit, pour elle, d’une préfiguration du pouvoir d’anéantissement de la société industrielle aux effets dévastateurs sur l’âme humaine.
Au sujet du cancer du foie qui lui est diagnostiqué en janvier 2019, elle parle d’un « dragon » auquel elle livre bataille. Elle affirme aussi avoir été « frappée d’une flèche dans le dos », l’empêchant d'achever son œuvre.
Le « dragon » la terrasse le 15 janvier 2021. Elle est inhumée au cimetière de Condette le 20 janvier 2021, jour de son 57e anniversaire.

## Œuvres

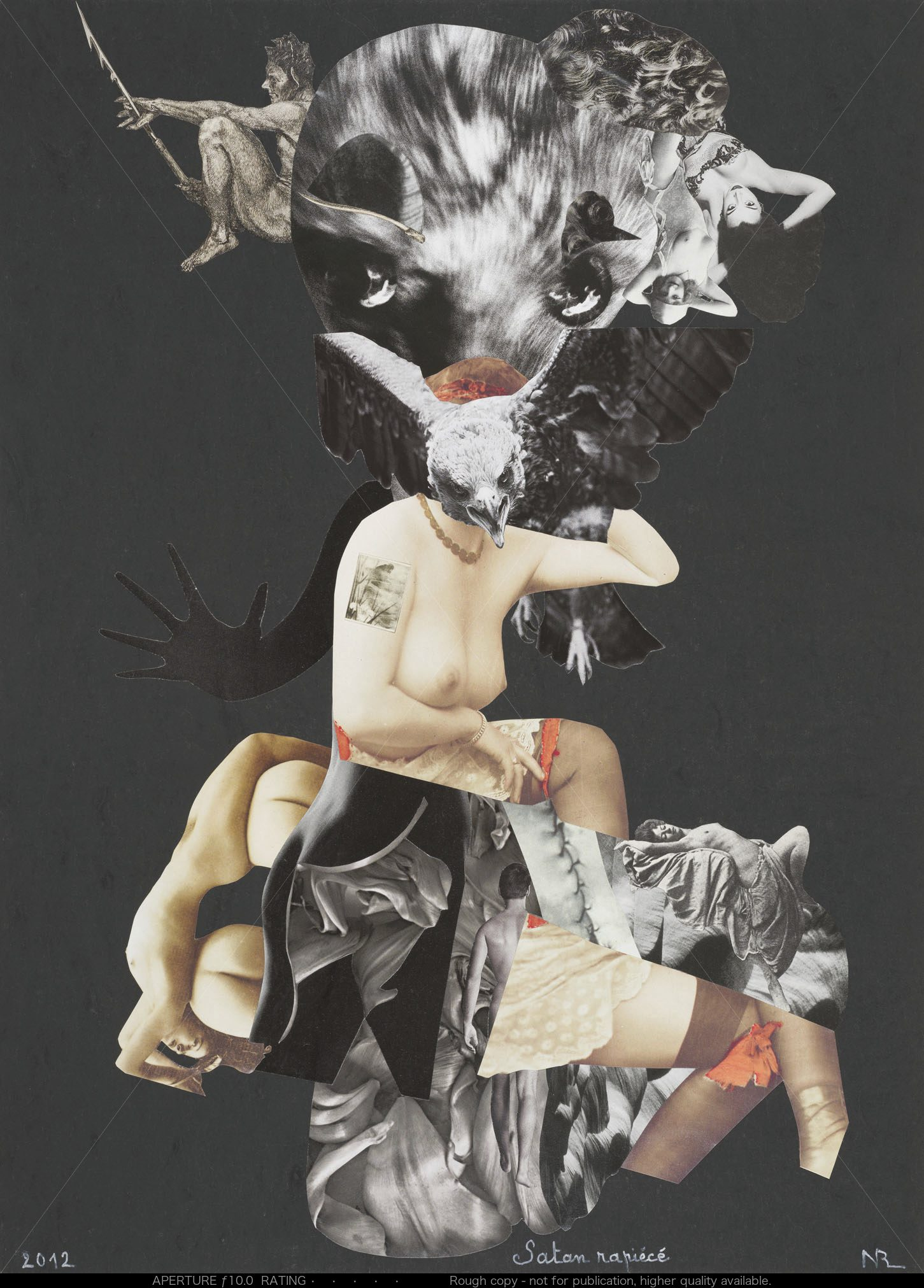
Satan rapiécé, collage de Nadine Ribault, 2012.

Tout est conçu par Nadine Ribault comme création poétique : romans, nouvelles, etc. Elle consacre plusieurs années d’écriture à chacun de ses romans et y défend, à travers la création d’héroïnes marquées par l’influence du roman anglo-saxon (Jane Austen, Virginia Woolf, Henry James, Nathaniel Hawthorne) et du roman du XIXe siècle (Stendhal, Lautréamont, Novalis), les notions d’ardeur et de ferveur.
La description occupe dans ses livres une place centrale, ses personnages établissant avec la nature un rapport intense. Descriptions et monologues permettent d’appréhender le déchirement vécu par l’héroïne entre monde intérieur et monde extérieur et la nécessité où elle se trouve de se découvrir elle-même, découverte qui ne peut se faire qu'à travers celle de l'amour.

Nous sommes dans une nuit d’hiver, alors que les éléments s’entrechoquent de toutes parts, que l’homme a peur, et que l’adolescent médite quelque crime sur un de ses amis, Lautréamont.
Dessin à l'encre de Nadine Ribault, 2012.

Cependant, elle a dû se défier des mots, à un moment ou à un autre, puisque, en 2010, cherchant à s'échapper de la littérature et plonger dans le monde des images merveilleuses, elle commence des collages qui sont régulièrement exposés en France et au Japon. Nadine Ribault dira de cette activité : 

« Je cassais la raison, brisais les liens logiques, suscitais la vibration, le vertige, la vision et les échos du subconscient et me rapprochais d’une zone noire qui, au fond de moi, m’attire et m’envoûte. Il me faisait du bien, ainsi, de permettre à mon esprit d’éviter les mots et leur tourner le dos pour des moments qui, pour être silencieux, n’en étaient pas moins remplis de merveilles et de liberté. Représenter sans les mots, mais avec les images les plus incongrues qui se puissent concevoir, où se mêlaient des réalités d’ordinaire éloignées : voilà qui me permettait de corriger le monde. »

Après l'accident nucléaire de Fukushima de 2011, elle se replonge dans la lecture des Chants de Maldoror d'Isidore Ducasse, comte de Lautréamont, et fait, à partir de cet ouvrage violemment fondamental, 33 dessins qui sont exposés à Tôkyô et publié aux Éditions des Deux Corps en 2018. Un ouvrage bilingue (japonais et français) rassemblant l'ensemble des dessins et des fragments du texte de Lautréamont paraît en mars 2020 aux Éditions Irène, à Kyoto.
Dans sa préface à cette édition, Nadine Ribault se dit avoir « toujours été subjuguée par cette poésie de révolte belle comme une pluie d’étoiles par laquelle Isidore Ducasse, comte de Lautréamont, va à l’infini de l’image et sublime avec sang-froid l’impossibilité où il se trouve d’accepter ce monde tel qu’il est. » Elle ajoute : « Il serait regrettable de ne pas entendre cet appel fou d’Isidore Ducasse, comte de Lautréamont à affirmer la souveraineté de la poésie en tant qu’outil de refus du monde que l’on nous propose. Je dédie cette série de dessins aux êtres qui, refusant de ravaler cet essentiel ouvrage aux oubliettes de l’horreur, persistant à y lire ce que notre aberrante civilisation meurtrière peut y lire, se souciant encore de l’Homme et refusant d’être défaitistes bien que désespérés, luttent, becs et ongles, contre l’abandon où tombe l’universel sens de la VIE. »

### Romans
- Festina lente, Éditions Actes Sud, 2000
- Le Vent et la Lumière, Éditions Joëlle Losfeld/Gallimard, 2006
- Les Ardents[12], Éditions Le mot et le reste, 2019

### Nouvelles
- Un caillou à la mer, Actes Sud, Leméac, 1999. Traduit en anglais sous le titre A pebble into the sea, VVV Éditions, Canada, 2004
- Cœur anxieux, Éditions Actes Sud, 2004
- Matière première[23], Éditions D'un Noir si Bleu, 2014

### Essais
- Les Sanctuaires de l'abîme - Chronique du désastre de Fukushima, Éditions de l'Encyclopédie des Nuisances, (avec Thierry Ribault), 2012
- Carnets des Cévennes - Les clochers de tourmente (Point d'Appui 1), Éditions Le mot et le reste, 2012
- Carnets des Cornouailles - Cette pause sur le bord d'un abîme (Point d'Appui 2), Éditions Le mot et le reste, 2012
- Carnets de Kyôto - Dans la forêt de la vérité (Point d'Appui 3), aux Éditions Le mot et le reste, 2013
- Carnets de la Côte d'Opale - L'infini arrive pieds nus sur cette terre (Point d'Appui 4), Éditions Le mot et le reste, 2016
- Carnets de la Mer d'Okhotsk - L'éternité et les mortes saisons (Point d'Appui 5), Éditions Le mot et le reste, 2018
- Friedrich, le naufrage du monde, Éditions Invenit, 2022

### Traductions
- Le Lagon et autres nouvelles, de Janet Frame, Éditions des Femmes, 2006
- Une volonté de garçon, de Janet Frame, Europe, juin 2006

### Ouvrages collectifs, catalogues, anthologies
- La Robe noire in Noir(s), Centre historique minier de Lewarde et La Nuit myrtide, 2001
- National Library in The Best New Zealand Fiction : vol. 1, édité par Fiona Kidman, Vintage/Random House, New Zealand, 2004
- Transfiguration in Catalogue Nathalie Grall, Éditions Galerie Capazza, 2005
- Breathless et Visiting Janet Frame in The Color of Distance, édité par Jenny Bornholdt and Gregory O'Brien, Victoria University Press, New Zealand, 2005
- Tears of Laughter, in French Feast, A traveler's Literary Companion, édité par William Rodarmor, Whereabouts Press, Berkeley, California, 2011
- Demain, oui ! / Tomorrow, Yes !, in Les Grandes Nouvelles françaises du vingtième siècle / Great French Short Stories of the Twentieth Century, édité et traduit par Jennifer Wagner, Dover Publications Inc., Mineola, New York, 2012
- Nadine Ribault, collages 2010-2014, catalogue présenté par Kanji Matsumoto, Éditions Irène, Kyôto, 2014
- Valentine Hugo, le carnaval des ombres, ouvrage dirigé par Nadine Ribault, textes de Victoria Combalia, Dominique Rabourdin et Nadine Ribault, Éditions Invenit, 2018
- Nous sommes dans une nuit d'hiver, Dessins de Nadine Ribault à partir de fragments des Chants de Maldoror du comte Lautréamont, Éditions Irène, Kyôto, 2020

### Ouvrages à tirage limité
- La Cordelette jaune, gravures de Nathalie Grall, Michèle Broutta, 2004
- Noyé de brume et de silence, gouaches de Marie-Christine Dubois, L'Espace du Dedans, 2010
- Conversation avec Nathalie Grall, introduction La gravure bouleversée, Éditions Tandem, 2010
- Une semaine dans la vie d’Immalie, ouvrage fait main, accompagné de 31 dessins de N. Ribault, Nao Paper, 2012
- Dans la chambre des captures, collages et emblème de Yoko Yamashita, Éditions Irène, Kyôto, 2014
- L'Iris noir, collages de Laure Missir, Éditions Les Deux Corps, 2015
- La Mâle Soif et l'entêté désir, collages de Laure Missir, Éditions Les Deux Corps, 2017
- Aller rêvant - Ode à Annie Le Brun, Éditions Venus d'Ailleurs, 2017
- Nous sommes dans une nuit d'hiver, 33 dessins de Nadine Ribault à partir des Chants de Maldoror d'Isidore Ducasse, comte de Lautréamont, Éditions Les Deux Corps, 2018
- OPALE et pâle férocité, gravures de Nathalie Grall, Éditions Grall & Ménerault, 2020

## Expositions

### Expositions individuelles
- Collages 2010-2012, L'Espace du Dedans, Lille, 2013
- Collages 2010-2014, galerie Chefs-d'Œuvre, Osaka, 2014
- Les mythologies bibliques, collages, L'Espace du Dedans, Lille, 2014
- Les Songes[24], collages 2010-2015, Enssib, Villeurbanne, 2016
- Les métamorphoses d'Iseut, collages, L'Espace du Dedans, Lille, 2016
- Artistes et livres Venus d'ailleurs, galerie L'Espace du dedans, Lille, 2017
- Maldoror no Uta, dessins et collages, Librairie6, Tôkyô, 2018
- Tous mes jours sont des adieux, collages, L'Espace du Dedans, Lille, 2018

### Expositions collectives
- Collages, Librairie6, Tôkyô, 2013
- Lawrence Jordan et autres collagistes (Lawrence Jordan, Bona de Mandiargues, Jan Švankmajer, Yoko Yamashita, Yuri Nonaka...), Librairie6, Tôkyô, 2014
- Nue no Tora, collages, Librairie6, Tôkyô, 2013
- Arcane 17, l'âme du rêve, exposition des Éditions Venus d'Ailleurs, galerie SAGA Sinkié, Hellemmes, 2017
- Mic Mac, exposition des Éditions Venus d'Ailleurs, galerie 100, Paris, 2018

### Archives
- Archives de Nadine Ribault sur archivesetmanuscrits.bnf.fr (Bibliothèque nationale de France)

### Entretiens
- Interview de Nadine Ribault dans La Voix du Nord au sujet de la catastrophe de Fukushima
- « Cet obscur pouvoir de changer notre destin », interview de Nadine Ribault par Fabien Ribéry
- Entretien de Simone Tremblay avec Nadine Ribault, La livrophage, 13 septembre 2019